# Tour der englischen Rugby-Union-Nationalmannschaft nach Fidschi und Neuseeland 1973
| Tour der Engländer nach Fidschi und Neuseeland 1973 | Tour der Engländer nach Fidschi und Neuseeland 1973 | Tour der Engländer nach Fidschi und Neuseeland 1973 | Tour der Engländer nach Fidschi und Neuseeland 1973 | Tour der Engländer nach Fidschi und Neuseeland 1973 |
| Übersicht                                           | S                                                   | G                                                   | U                                                   | N                                                   |
| --------------------------------------------------- | --------------------------------------------------- | --------------------------------------------------- | --------------------------------------------------- | --------------------------------------------------- |
| Test Matches                                        | 1                                                   | 1                                                   | 0                                                   | 0                                                   |
| Sonstige Spiele                                     | 4                                                   | 1                                                   | 0                                                   | 3                                                   |
| Gesamt                                              | 5                                                   | 2                                                   | 0                                                   | 3                                                   |
|                                                     |                                                     |                                                     |                                                     |                                                     |
| Neuseeland                                          | 1                                                   | 1                                                   | 0                                                   | 0                                                   |

Die Tour der englischen Rugby-Union-Nationalmannschaft nach Fidschi und Neuseeland 1973 umfasste eine Reihe von Freundschaftsspielen der englischen Rugby-Union-Nationalmannschaft. Sie reiste von Ende August bis Mitte September 1973 durch Fidschi und Neuseeland, wobei sie während dieser Zeit fünf Spiele bestritt. Zum Auftakt siegten die Engländer sehr knapp gegen die fidschianische Nationalmannschaft, wobei dieses Spiel nicht als Test Match zählte. Es folgten drei Niederlagen gegen die Auswahlteams neuseeländischer Provinzverbände, die alle mit Niederlagen endeten. Zum Abschluss gelang im einzigen Test Match der Tour ein Sieg über die neuseeländischen All Blacks.
Diese Tour war in aller Eile organisiert worden, nachdem eine geplante Argentinien-Tour wegen terroristischer Drohungen gegen die Spieler (im Zusammenhang mit Guerillakrieg der Montoneros) abgesagt werden musste. Der Kader umfasste 25 Spieler, von denen bis auf drei alle bereits mindestens ein Test Match absolviert hatten und von denen neun bereits neun Monate zuvor, im Januar 1973, gegen die All Blacks in Twickenham gespielt hatten. Zudem hatten David Duckham und Stack Stevens zusammen mit John Pullin an der Lions-Tour 1971 teilgenommen. 

## Spielplan
- Hintergrundfarbe grün = Sieg
- Hintergrundfarbe rot = Niederlage

(Test Matches sind grau unterlegt; Ergebnisse aus der Sicht Englands)
| # | Datum              | Gegner                          | Ort          | Stadion        | Ergebnis |
| - | ------------------ | ------------------------------- | ------------ | -------------- | -------- |
| 1 | 28. August 1973    | Fidschi                         | Suva         | Buckhurst Park | 13:12    |
| 2 | 01. September 1973 | Taranaki Rugby Football Union   | New Plymouth | Rugby Park     | 3:6      |
| 3 | 05. September 1973 | Wellington Rugby Football Union | Wellington   | Athletic Park  | 16:25    |
| 4 | 08. September 1973 | Canterbury Rugby Football Union | Christchurch | Lancaster Park | 12:19    |
| 5 | 15. September 1973 | Neuseeland                      | Auckland     | Eden Park      | 16:10    |

## Test Match
| 15. September 1973 14:30 NZST | Neuseeland                                | 10 : 16        | England                                                     | Eden Park, Auckland Zuschauer: 56.000 Schiedsrichter: Frank McMullen (Neuseeland) |
| 15. September 1973 14:30 NZST | Versuche: Batty Hurst Erhöhungen: Lendrum | (10:6) Bericht | Versuche: Neary Squires Stevens Erhöhungen: Rossborough (2) | Eden Park, Auckland Zuschauer: 56.000 Schiedsrichter: Frank McMullen (Neuseeland) |

Aufstellungen:
- Neuseeland: Grant Batty, John Dougan, Sid Going, Ian Hurst, Murray Jones, Ian Kirkpatrick , Kent Lambert, Bob Lendrum, Hamish Macdonald, Tane Norton, Mike Parkinson, Ken Stewart, Sam Strahan, Bryan Williams, Alex Wyllie 
 Auswechselspieler: Terry Morrison
- England: Fran Cotton, David Duckham, Geoff Evans, Tony Neary, Alan Old, Peter Preece, John Pullin , Chris Ralston, Andy Ripley, Peter Rossborough, Peter Squires, Stack Stevens, Roger Uttley, John Watkins, Jan Webster 
 Auswechselspieler: Martin Cooper

## Kader

### Management
- Tourmanager: Donald Sanders
- Managerassistent: John Elders
- Kapitän: John Pullin

### Spieler
| Spieler           | Position         | Mannschaft         |
| ----------------- | ---------------- | ------------------ |
| Martin Cooper     | Halbspieler      | Moseley RFC        |
| Alan Old          | Halbspieler      | Middlesbrough RUFC |
| Steve Smith       | Halbspieler      | Sale Sharks        |
| Jan Webster       | Halbspieler      | Moseley RFC        |
| David Duckham     | Dreiviertelreihe | Coventry RFC       |
| Geoff Evans       | Dreiviertelreihe | Coventry RFC       |
| Jeremy Janion     | Dreiviertelreihe | Richmond FC        |
| Peter Knight      | Dreiviertelreihe | Bristol FC         |
| Peter Preece      | Dreiviertelreihe | Coventry RFC       |
| Peter Squires     | Dreiviertelreihe | Harrogate RUFC     |
| Tony Jorden       | Schlussmann      | Blackheath FC      |
| Peter Rossborough | Schlussmann      | Coventry RFC       |

| Spieler       | Position | Mannschaft                |
| ------------- | -------- | ------------------------- |
| Mike Burton   | Stürmer  | Gloucester RFC            |
| Fran Cotton   | Stürmer  | Coventry RFC              |
| Peter Hendy   | Stürmer  | St Ives RFC               |
| Nick Martin   | Stürmer  | Bedford Blues             |
| Tony Neary    | Stürmer  | Broughton Park RUFC       |
| John Pullin   | Stürmer  | Bristol FC                |
| Chris Ralston | Stürmer  | Richmond FC               |
| Andy Ripley   | Stürmer  | Rosslyn Park FC           |
| Stack Stevens | Stürmer  | Harlequins                |
| Roger Uttley  | Stürmer  | Gosforth FC               |
| John Watkins  | Stürmer  | Gloucester RFC            |
| John White    | Stürmer  | Bristol FC                |
| Bob Wilkinson | Stürmer  | Cambridge University RUFC |